# Armes
Pour les articles homonymes, voir Arme (homonymie).
Armes est une commune française située dans le département de la Nièvre, en région Bourgogne-Franche-Comté.

## Géographie
Armes est située au bord de l'Yonne, à proximité du canal du Nivernais. Elle est construite au pied des anciennes carrières de pierre qui ont notamment servi à la construction de Clamecy.

### Villages, hameaux, lieux-dits, écarts
Outre le bourg, la commune englobe La Gachot et Sembert-le-Bas.

### Climat
Pour des articles plus généraux, voir Climat de la Bourgogne-Franche-Comté et Climat de la Nièvre.
En 2010, le climat de la commune est de type climat océanique dégradé des plaines du Centre et du Nord, selon une étude du Centre national de la recherche scientifique s'appuyant sur une série de données couvrant la période 1971-2000. En 2020, Météo-France publie une typologie des climats de la France métropolitaine dans laquelle la commune est exposée à un climat océanique altéré et est dans la région climatique Centre et contreforts nord du Massif Central, caractérisée par un air sec en été et un bon ensoleillement.
Pour la période 1971-2000, la température annuelle moyenne est de 10,8 °C, avec une amplitude thermique annuelle de 15,5 °C. Le cumul annuel moyen de précipitations est de 788 mm, avec 12,1 jours de précipitations en janvier et 7,7 jours en juillet. Pour la période 1991-2020, la température moyenne annuelle observée sur la station météorologique de Météo-France la plus proche, « Clamecy », sur la commune de Clamecy à 2 km à vol d'oiseau, est de 11,5 °C et le cumul annuel moyen de précipitations est de 707,4 mm. 
La température maximale relevée sur cette station est de 40,7 °C, atteinte le 25 juillet 2019 ; la température minimale est de −14 °C, atteinte le 9 février 2012,,.
Les paramètres climatiques de la commune ont été estimés pour le milieu du siècle (2041-2070) selon différents scénarios d'émission de gaz à effet de serre à partir des nouvelles projections climatiques de référence DRIAS-2020. Ils sont consultables sur un site dédié publié par Météo-France en novembre 2022.

## Urbanisme

### Typologie
Au 1er janvier 2024, Armes est catégorisée commune rurale à habitat dispersé, selon la nouvelle grille communale de densité à sept niveaux définie par l'Insee en 2022.
Elle appartient à l'unité urbaine de Clamecy, une agglomération intra-départementale regroupant deux  communes, dont elle est une commune de la banlieue,,. Par ailleurs la commune fait partie de l'aire d'attraction de Clamecy, dont elle est une commune de la couronne,. Cette aire, qui regroupe 45 communes, est catégorisée dans les aires de moins de 50 000 habitants,.

### Occupation des sols
L'occupation des sols de la commune, telle qu'elle ressort de la base de données européenne d’occupation biophysique des sols Corine Land Cover (CLC), est marquée par l'importance des forêts et milieux semi-naturels (54,8 % en 2018), en diminution par rapport à 1990 (55,9 %). La répartition détaillée en 2018 est la suivante : 
forêts (54,8 %), terres arables (25,3 %), zones agricoles hétérogènes (13 %), zones urbanisées (3,6 %), prairies (3,3 %). L'évolution de l’occupation des sols de la commune et de ses infrastructures peut être observée sur les différentes représentations cartographiques du territoire : la carte de Cassini (XVIIIe siècle), la carte d'état-major (1820-1866) et les cartes ou photos aériennes de l'IGN pour la période actuelle (1950 à aujourd'hui).

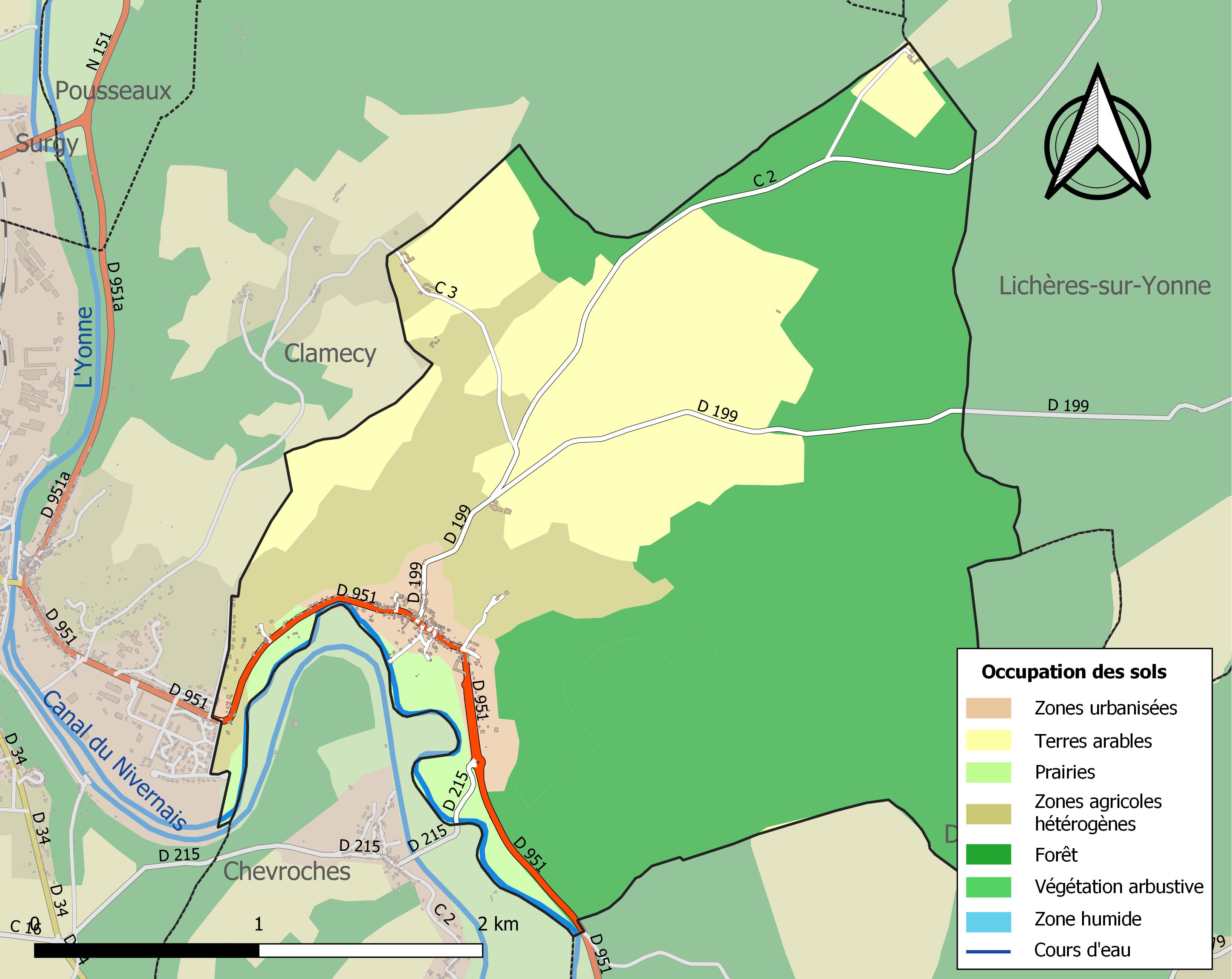
Carte des infrastructures et de l'occupation des sols de la commune en 2018 (CLC).

## Toponymie

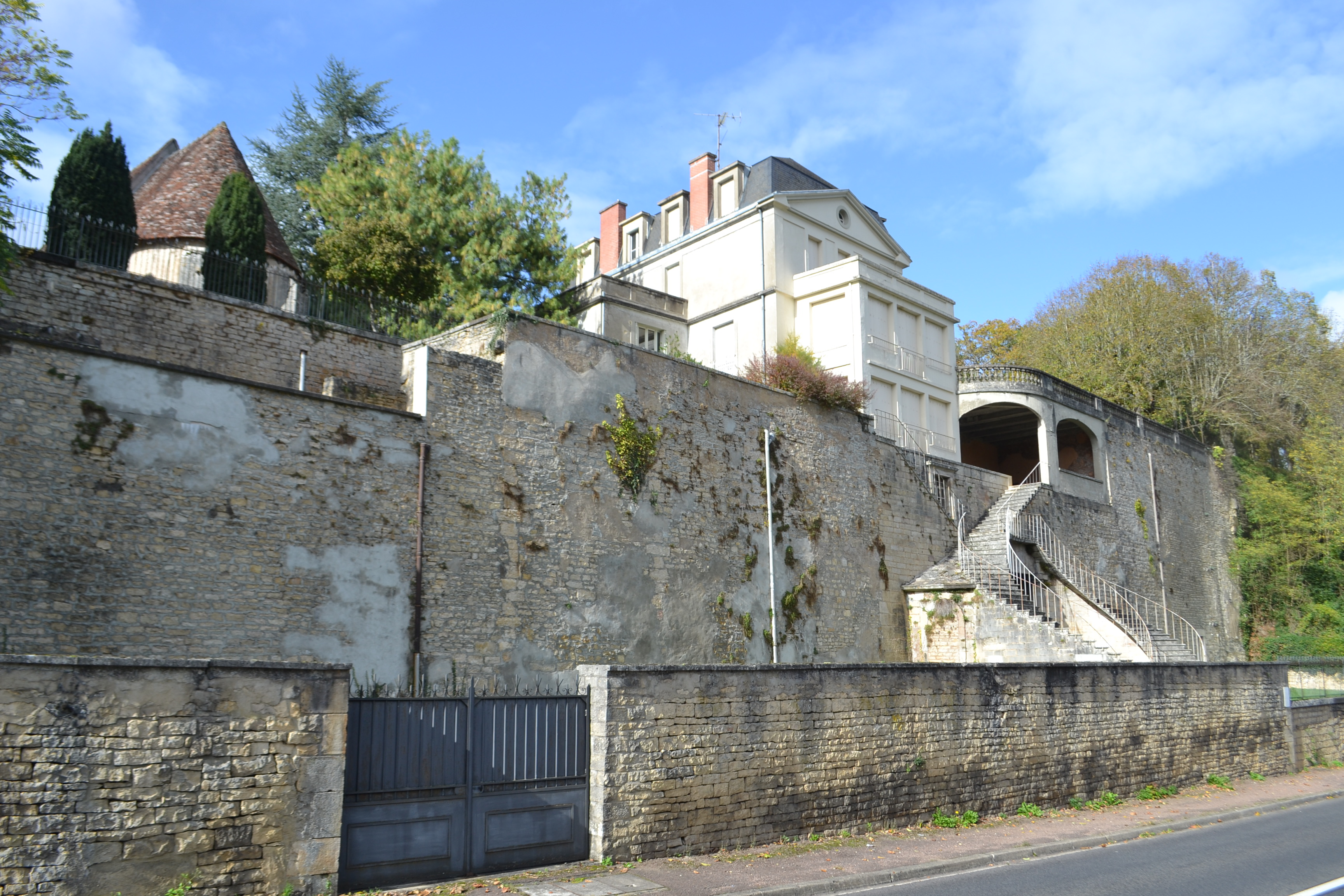
Château des Terrasses.

La première mention connue du lieu remonte au XIVe siècle (pouillé d’Autun) : Armes. On relève également les formes suivantes : Armez-les-Clameci (1456) et Arma (vers 1500).

## Histoire
- XIVe siècle : Première mention connue du nom du village.
- 1662 : Mention de la maladrerie[15] d’Armes[16].
- En 1872[17], alors que le nombre d'habitants s'élève à 506, la commune compte un instituteur, un curé, un garde champêtre et un cantonnier. Il y a peu de commerçants : quatre aubergistes, une épicière, un coquetier[18] mais ni boulanger ni boucher. Les chefs de famille artisans sont bien représentés : trois maréchaux, deux tonneliers, deux cordonniers, deux charrons, deux blanchisseurs, un couvreur, un maçon, un meunier, un sabotier, un charpentier... Les métiers en rapport avec le bois regroupent une partie notable des actifs : quatre marchands de bois, quatorze scieurs de long, quatre facteurs de marchand de bois, quatre flotteurs, trois empileurs de bois, deux mariniers... ainsi que ceux liés à la pierre : trois carriers et trois tailleurs de pierre. Mais l’effectif le plus important est constitué par les simples manœuvres ou journaliers : quarante-six chefs de famille (et certaines familles comptent plusieurs manœuvres). On recense également douze cultivateurs, deux fermiers, un vigneron, un huilier et, enfin, trois rentiers et trois domestiques. Au total, on relève à Armes un peu moins de quarante professions différentes, dont celles de basse-courier[19], de brosseur[20] et de coquetier. Il n’y a ni sage-femme ni médecin ni notaire dans la commune.

### Seigneurs
- Renaud d'Armes (XVe), Jean d'Armes (XVe), Louis d'Armes (XVIe), François d'Armes (XVIe)[21]...

## Politique et administration
| Période                                  | Période  | Identité          | Étiquette      | Qualité                    |
| ---------------------------------------- | -------- | ----------------- | -------------- | -------------------------- |
| Les données manquantes sont à compléter. |          |                   |                |                            |
| mars 2001                                | 2020     | Guy Wendehenne    | DVD            | Retraité                   |
| mars 2020                                | En cours | Françoise Wittmer | Sans étiquette | Fonctionnaire territoriale |

## Démographie
L'évolution du nombre d'habitants est connue à travers les recensements de la population effectués dans la commune depuis 1793. Pour les communes de moins de 10 000 habitants, une enquête de recensement portant sur toute la population est réalisée tous les cinq ans, les populations de référence des années intermédiaires étant quant à elles estimées par interpolation ou extrapolation. Pour la commune, le premier recensement exhaustif entrant dans le cadre du nouveau dispositif a été réalisé en 2007.

En 2022, la commune comptait 272 habitants, en évolution de −6,53 % par rapport à 2016 (Nièvre : −3,28 %, France hors Mayotte : +2,11 %).
| 1793 | 1800 | 1806 | 1821 | 1831 | 1836 | 1841 | 1846 | 1851 |
| ---- | ---- | ---- | ---- | ---- | ---- | ---- | ---- | ---- |
| 300  | 383  | 402  | 468  | 481  | 487  | 528  | 565  | 587  |

| 1856 | 1861 | 1866 | 1872 | 1876 | 1881 | 1886 | 1891 | 1896 |
| ---- | ---- | ---- | ---- | ---- | ---- | ---- | ---- | ---- |
| 586  | 583  | 569  | 506  | 498  | 482  | 472  | 489  | 471  |

| 1901 | 1906 | 1911 | 1921 | 1926 | 1931 | 1936 | 1946 | 1954 |
| ---- | ---- | ---- | ---- | ---- | ---- | ---- | ---- | ---- |
| 448  | 412  | 379  | 328  | 345  | 343  | 337  | 316  | 350  |

| 1962 | 1968 | 1975 | 1982 | 1990 | 1999 | 2006 | 2007 | 2012 |
| ---- | ---- | ---- | ---- | ---- | ---- | ---- | ---- | ---- |
| 315  | 307  | 325  | 293  | 244  | 279  | 287  | 288  | 303  |

| 2017 | 2022 | - | - | - | - | - | - | - |
| ---- | ---- | - | - | - | - | - | - | - |
| 283  | 272  | - | - | - | - | - | - | - |

## Culture locale et patrimoine

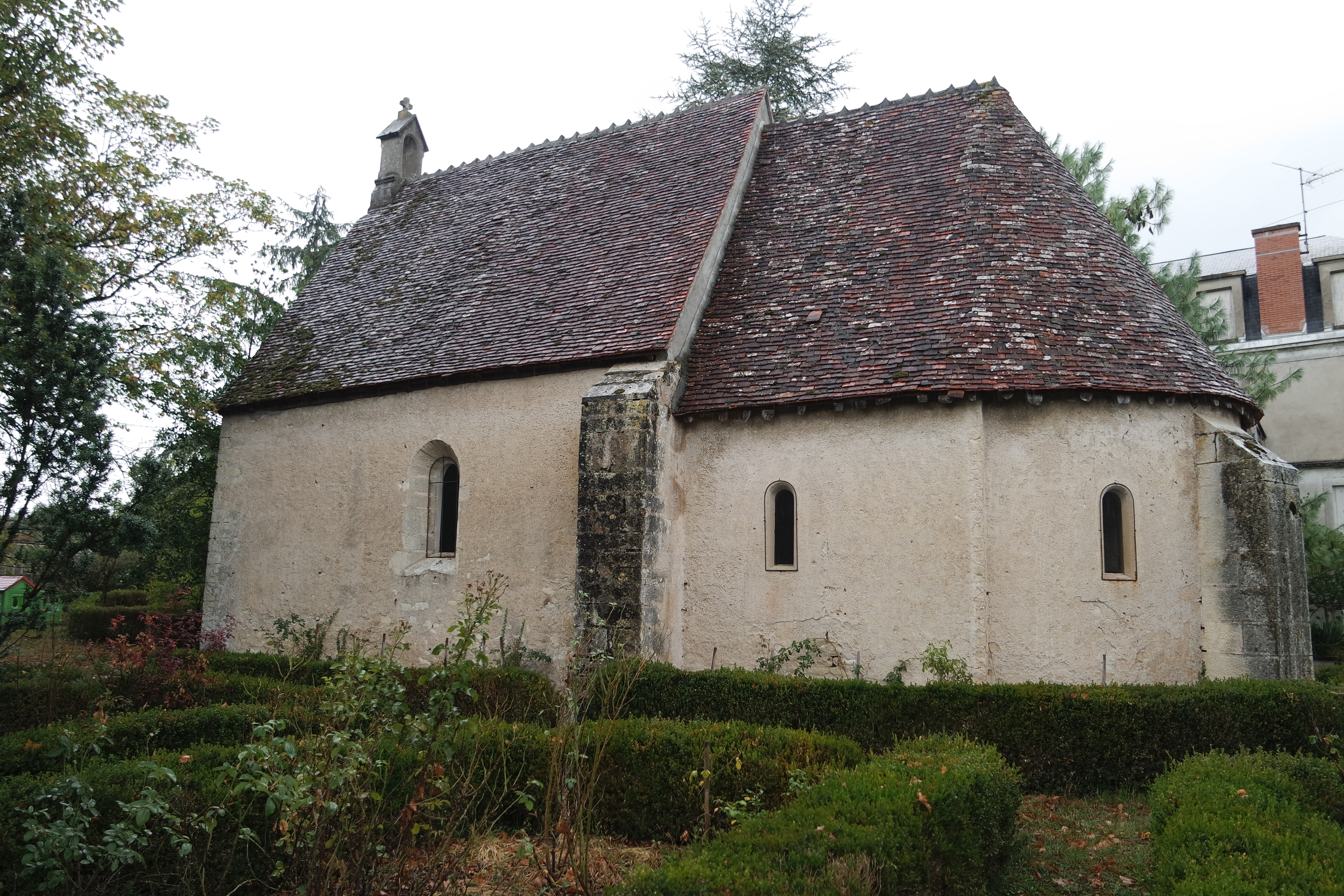
Chapelle Saint-Lazare.

### Lieux et monuments
- Chapelle de la maladrerie Saint-Lazare, classée Monument historique (1929).
- Château des Terrasses (4e quart du XVIIIe siècle[26]).
- Église Saint-Maurice (consacrée en 1869).

### Culture
Belle-Plante et Cornélius, roman de Claude Tillier (1908), se déroule à Armes.

### Personnalités liées à la commune
- Le libraire et éditeur Vladimir Dimitrijevic perd la vie dans un accident de voiture à Armes (collision frontale avec un tracteur)[27] le 28 juin 2011.
- Les seigneurs d'Armes.
- Lukáš Kándl, peintre d'origine tchèque, né en 1944, est installé dans la commune[28].
- Paul Nicolas (1899-1959), sélectionneur de la coupe du monde 1958, y avait sa résidence et y est inhumé.

#### Curés
- Vincent Ravet (1655), Jean Esmery (1676), Jacques Lecointe (1690), Jacques Charon (1698)[16]...